# Pamela Rose, la série
Pour les articles homonymes, voir Mais qui a tué Pamela Rose ?.
Production
Diffusion
Chronologie
Mais qui a re-tué Pamela Rose ?
Pamela Rose, la série est une série télévisée française tirée du film Mais qui a tué Pamela Rose ?, de Ludovic Colbeau-Justin et Éric Lartigau dont la première saison de neuf épisodes est diffusée depuis le 20 novembre 2023 sur Canal+. Elle est écrite par Kad Merad, Olivier Baroux et Julien Rappeneau.

## Synopsis
Proches de la retraite, les agents fédéraux Richard Bullit et Douglas Riper sont cantonnés à un rôle d'ambassadeur du FBI. Leur dernière gaffe les conduit à rechercher une affaire pour redorer leur blason. Ils se lancent à la poursuite d'un tueur en série de youtubers, qui tranche les pouces de ses victimes. Pendant ce temps, Bullit prépare son mariage avec la fille d'un narco-trafiquant.

## Distribution
- Kad Merad : Richard Bullit
- Olivier Baroux : Douglas Riper
- Mélanie Doutey : Rita
- Lionel Abelanski : le lieutenant Donuts
- Shirine Boutella : Jessica Carson
- Panayotis Pascot : Adam Blake
- Mister V : Sacha Sho
- Stephan Wojtowicz : Augusto Archivaldo
- Ophélia Kolb : Clara Willing
- Florence Muller : Nancy Brownie
- Claudia Tagbo : Abigail
- David Salles : José
- Philippe Vieux : Barnabé
- Jonathan Lambert : John
- Isabelle Nanty : la Présidente des États-Unis
- Sébastien Frit : Jimmy Bold
- Kody : le sergent Pepper
- Jonathan Cohen : le Pape
- Grégoire Ludig : le shérif Mc Arthur
- Guy Lecluyse : Tom Willing
- Kevin Razy : l'ex de Jimmy
- David Marsais : Linda

## Production

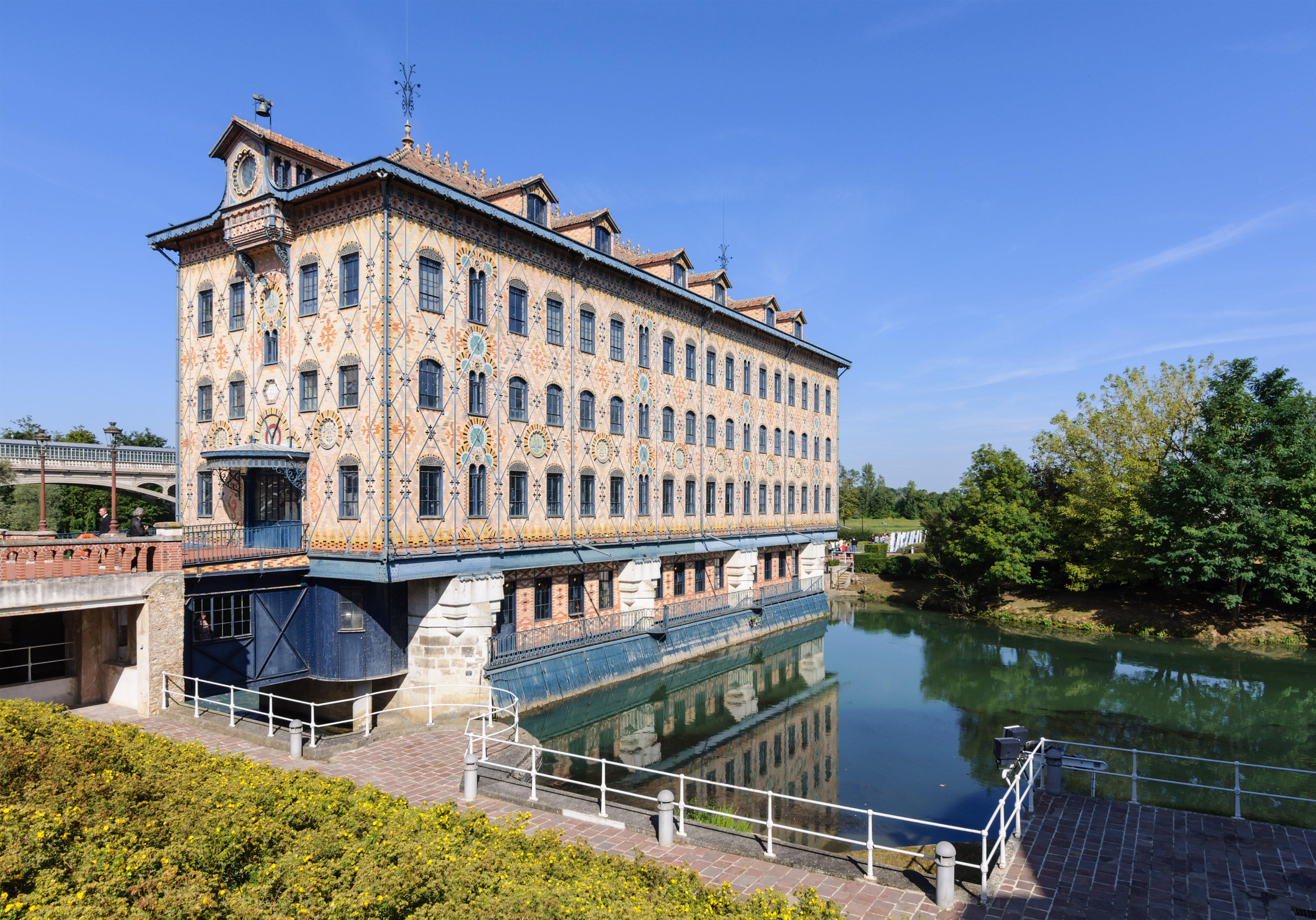
L'ancienne chocolaterie Menier à Noisiel

La série est confirmée en janvier 2023.
Le tournage débute en janvier 2023. Il se déroule notamment à Paris et Seine-et-Marne (Serris, Lésigny). Des scènes sont également tournées dans l'ancienne usine Menier à Noisiel, ainsi qu'à Mennecy et Courcouronnes dans l'Essonne.
En fin d'année 2023, Canal+ annonce qu'une saison 2 est en développement.